# Chelicerca albitarsa
Chelicerca albitarsa är en insektsart som beskrevs av Ross 2003. Chelicerca albitarsa ingår i släktet Chelicerca och familjen Anisembiidae. Inga underarter finns listade i Catalogue of Life.